# 沈景明
沈景明（1928年—1988年），男，江苏川沙人，中国技术经济学家，曾任吉林工业大学教授、博士生导师，吉林工业大学管理学院首任院长。